# Chrosna (województwo małopolskie)
Chrosna – wieś w Polsce, położona w województwie małopolskim, w powiecie krakowskim, w gminie Liszki.
Wieś położona w województwie krakowskim wchodziła w 1662 roku w skład hrabstwa tęczyńskiego Łukasza Opalińskiego. W latach 1975–1998 miejscowość administracyjnie należała do województwa krakowskiego.
W pobliżu miejscowości przebiega autostrada A4.

## Integralne części wsi
| SIMC    | Nazwa      | Rodzaj    |
| ------- | ---------- | --------- |
| 0325110 | Krzemionki | część wsi |
| 0325127 | Podlesie   | część wsi |
| 0325133 | Skały      | część wsi |
| 0325140 | Załącze    | część wsi |

## Turystyka
Miejscowość położona jest na obszarze Wyżyny Krakowsko-Częstochowskiej na styku dwóch mezoregionów geograficznych: Garbu Tenczyńskiego i Obniżenia Cholerzyńskiego. Znajduje się tu Dolina Brzoskwinki. Jest to głęboki, wycięty w Garbie Tenczyńskim wapienny wąwóz z licznymi skałami wapiennymi na obu jego zboczach. Dnem wąwozu płynie potok Brzoskwinka. W 2005 r. staraniem mieszkańców wsi przystosowano zachodnie zbocze doliny dla potrzeb turystyki i rekreacji. W tym celu usunięto część drzew i zarośli zasłaniających skały, wyznakowano ścieżkę dydaktyczną „Chrośnianeczka”, wykonano ławeczki dla turystów, przygotowano miejsca biwakowe, parking i tablice informacyjne.
W bliskim sąsiedztwie wsi znajdują się: Zimny Dół, Dolina Mnikowska, wąwóz Półrzeczki, Dolina Aleksandrowicka.
Szlaki turystyczne
 – niebieski z Mnikowa przez Dolinę Mnikowską, wąwóz Półrzeczki, Dolinę Brzoskwinki, Brzoskwinię, Las Zabierzowski do Zabierzowa.